# ZX Microdrive

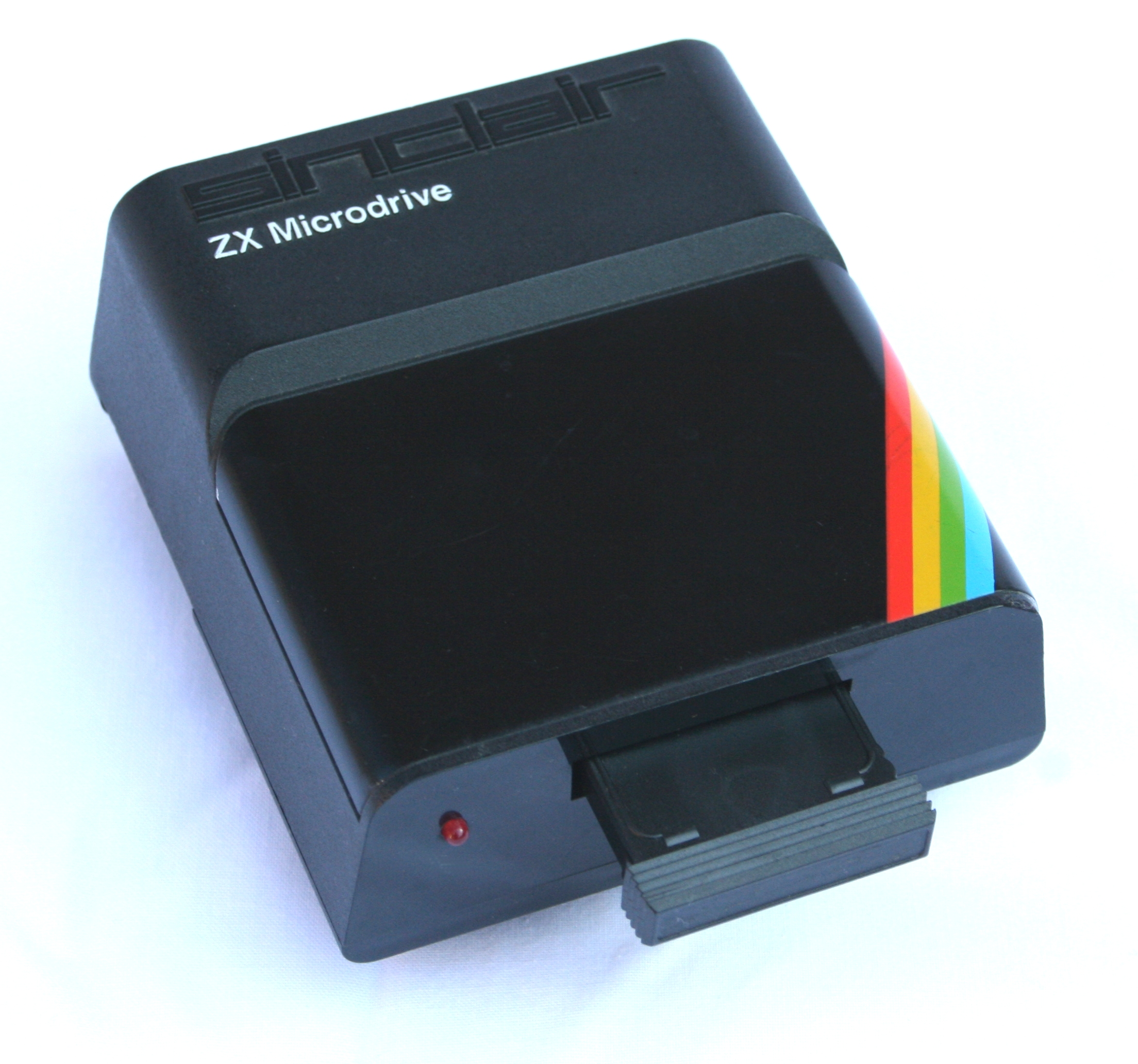
Napęd ZX Microdrive z włożoną kasetką

ZX Microdrive – magnetyczna pamięć masowa stworzona przez brytyjską firmę Sinclair Research dla swojego komputera ZX Spectrum na początku lat 80. XX wieku. 
Dane przechowywane były na taśmie magnetycznej umieszczonej w kasetce. Stworzona jako tańsza alternatywa dla stacji dysków, jednak wolniejsza i bardziej zawodna. Pojemność kasetki wynosiła około 90 KiB
Microdrive był również stosowany w komputerach Sinclair QL i One Per Desk produkowanym przez firmę ICL.

## Budowa

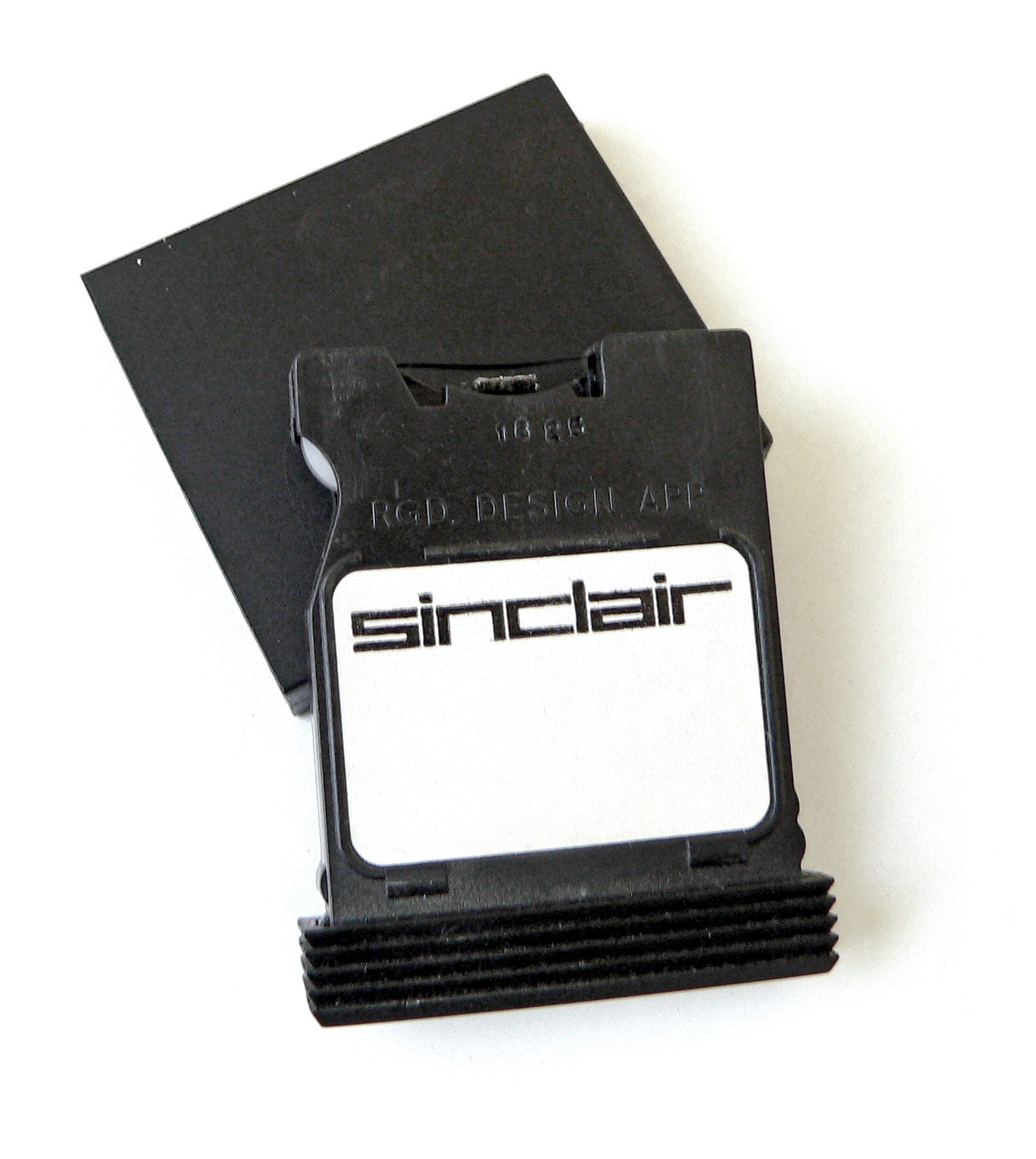
Kasetka Microdrive

ZX Microdrive używał małych kaset o wymiarach 44×34×5 mm. W środku znajdowała się taśma magnetyczna o szerokości 1,9 mm i grubości 23 μm. Była połączona końcami w pętlę, a zapis odbywał się na jednej stronie. Mechanizm przesuwał taśmę ze stałą prędkością 76 cm/s. Transfer danych wynosił 16 KiB/s, pozwalało to załadować program o wielkości 48 KiB w 9 sekund
. Liczba plików była ograniczona do 50.
Kaseta posiadała zabezpieczenie przed zapisem, ale jego obsługa realizowana była programowo. W efekcie możliwe było skasowanie wszystkich danych w przypadku zawieszenia komputera.
By używać napędu Microdrive z komputerem ZX Spectrum konieczne było zakupienie dodatkowego interfejsu ZX Interface 1. Możliwe było podłączenie do 8 napędów łącząc je szeregowo. Interfejs dodawał również obsługę Microdrive dla komend Sinclair Basic.
Ze względu na inną obudowę interface nie może być podłączony do modeli ZX Spectrum+2 i ZX Spectrum+3 produkowanych przez Amstrada, a przez to użycie Microdrive z tymi komputerami nie jest możliwe.
Komputer Sinclair QL posiadał wbudowane 2 napędy Microdrive. Były one podobne do tych używanych przez ZX Spectrum, ale przez zmianę formatu zapisu zwiększono pojemność do 100 KiB. Ponadto działały nieco wolniej, a przy starcie taśma powoli przyśpieszała zamiast startować od razu na pełnej prędkości. Zmniejszało to siły działające na taśmę.
Sinclair QL posiadał gniazdo do podłączenia zewnętrznych napędów Microdrive (maksymalnie 6). Sinclair Research jednak nigdy nie wyprodukował zewnętrznych napędów. Możliwe jest podłączenie napędów od ZX Spectrum modyfikując nieznacznie taśmę połączeniową.
Na bazie komponentów Sinclair QL firmę ICL wyprodukował komputer One Per Desk. Używał on Microdrive, ale były to wersje zmodyfikowane przez ICL dla zwiększenia niezawodności. Używały formatu zapisu danych niekompatybilnego z formatem ZX Spectrum i Sinclair QL o pojemności 100 KiB.

### Format zapisu[10]
Dane na taśmie zapisywane są na dwóch ścieżkach. Bity danych znajdują są naprzemiennie na ścieżkach.
Informacja zapisywana jest w sektorach. Jeden sektor zawiera 512 bajtów danych użytkownika plus dodatkowe dane systemowe. Pliki mogą składać się z wielu sektorów zależnie od rozmiaru, przy czym nie jest konieczne by sektory jednego pliku występowały po sobie.
Sektor składa się z bloku nagłówka i bloku danych. Zarówno po nagłówku jak i bloku danych występuje przerwa w zapisie.
Każdy blok rozpoczyna się od 12 bajtów startowych pozwalających wykryć jego początek. Zawiera on 10 bajtów o wartości 0 i dwa bajty o wartości 255. Operacja formatowania zapisuje na taśmie sektory których budowa przedstawia się następująco:
| Typ           | Rozmiar [bajty] | Czas trwania [ms] |
| ------------- | --------------- | ----------------- |
| Blok nagłówka | 27              | 1,25              |
| Przerwa       |                 | 3,75              |
| Blok danych   | 540             | 25                |
| Przerwa       |                 | 7                 |

#### Blok nagłówka
| Opis           | Rozmiar [bajty] |
| -------------- | --------------- |
| Start bloku    | 12              |
| Flagi          | 1               |
| Numer sektora  | 1               |
| Nieużywane     | 2               |
| Nazwa kasetki  | 10              |
| Suma kontrolna | 1               |

#### Blok danych
| Opis            | Rozmiar [bajty] |
| --------------- | --------------- |
| Start bloku     | 12              |
| Flagi           | 1               |
| Numer rekordu   | 1               |
| Długość rekordu | 2               |
| Nazwa pliku     | 10              |
| Suma kontrolna  | 1               |
| Dane rekordu    | 512             |
| Suma kontrolna  | 1               |

## Historia

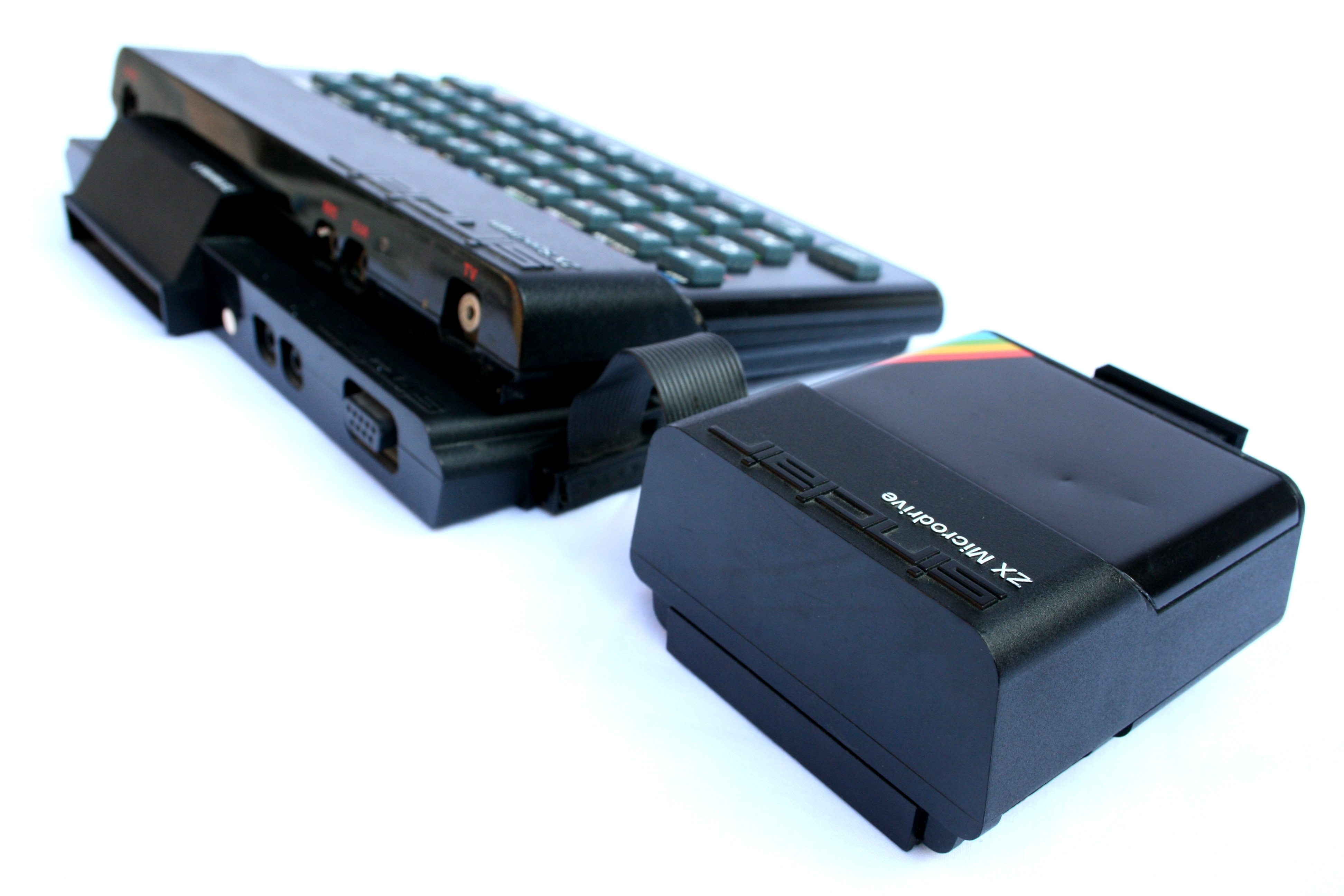
ZX Spectrum z ZX Interface 1 i napędem Microdrive

Przy okazji premiery ZX Spectrum w 1982 roku Clive Sinclair ogłosił, że jego firma pracuje nad szybką pamięcią masową pod nazwą ZX Microdrive. Ponieważ nie podał żadnych szczegółów zakładano, że będzie to tani napęd dyskowy.
Większość pracowników Sinclair Research pamięta, że prace nad urządzeniem rozpoczęły się w tym samym czasie co prace nad ZX81. Projekt prowadził David Southward. Część analogową zaprojektował Ben Cheese, a część mechaniczną John Williams. Ian Logan napisał procedury obsługi dla języka BASIC. Za wygląd napędu i kasetek odpowiedzialny był projektant przemysłowy Sinclair'a Rick Dickinson.
Sprzedaż urządzeń rozpoczęła się w lipcu 1983 roku w cenie 49,95 GBP. Była to dość niska cena w porównaniu do stacji dysków. By podłączyć urządzenie do komputera wymagany był również zakup ZX Interface 1. Jeśli kupowany był razem z Microdrive cena wynosiła 29,95 GBP zamiast standardowej ceny 49,95 GBP. W marcu 1985 dostępny był zestaw ZX Spectrum Expansion System za 99,95 GBP. Zawierał ZX Interface 1, napęd Microdrive i 4 kasetki (3 z oprogramowaniem i jedną czystą).
Koszt kasetek był dosyć wysoki, początkowo cena wynosiła 4,95 GBP i był około trzy

razy wyższy niż dyskietki. Od 1 lutego 1985 roku cena została obniżona do 1,99 GBP. 
ZX Microdrive nie był pierwszym urządzeniem na rynku wykorzystującym ideę zapętlonej taśmy. W roku 1978 firma Extracon zaprezentowała Stringy Floppy. Był dostępny z interfejsem szyny S-100 i dla komputera TRS-80,  a od roku 1983 dla Commodore VIC-20 i Commodore 64. 
Na początku lat ’80 XX w. dla ZX Spectrum dostępny był również inny napęd taśmowy Wafadrive używający podobnej technologii. 
Większość wydawców oprogramowania dla ZX Spectrum unikała tego nośnika. Preferowano kasety magnetofonowe jako tańsze i bardziej popularne medium. Wyjątkami były programy adresowane do profesjonalnego odbiorcy, jak np. edytor tekstu Tassword. W takim przypadku koszt nośnika był niski w porównaniu do ceny programu. Dodatkowo w momencie debiutu rynkowego jedyne maszyny do masowego kopiowania kasetek znajdowały się w posiadaniu Sinclair Research.
Urządzenia cieszyły się sławą zawodnych. Przejęcie produkcji przez firmę Samsung poprawiło jakość, ale zła sława pozostała. Jako produkt innowacyjny jak na swoje czasy nie zdobył popularności. Użytkownicy woleli bardziej niezawodne napędy dyskowe. Sinclair QL był ostatnim komputerem wykorzystującym technologie Microdrive. 

### Porównanie cen pamięci masowych dla ZX Spectrum
Ceny urządzeń na przełomie 1984/1985 roku. Od 1 lutego 1985 cena kasetek Microdrive spadła z 4,95 GBP do 1,99 GBP.
By podłączyć stację dysków należało osobno kupić interface, a osobno napęd którego cena był wyższa niż interface'u. 
Interface firmy Watford obsługujący 40 i 80 ścieżek kosztował 109 GBP, a Beta System 97,75 GBP za 40 ścieżkowy i 109,25 GBP za 80 ścieżkowy. Pojemność zestawu była uzależniona od typu zakupionego napędu, mogły to być napędy 5¼″ lub 3″, 40 lub 80 ścieżek. Dla Watford maksymalne pojemność podłączonego dysku to 1,6 MiB. W tabeli podano cenę interface wraz z napędem oferowanym przez producenta.
| Urządzenie                           | Pojemność nośnika       | Cena urządzenia | Cena nośnika                 | Uwagi |
| ------------------------------------ | ----------------------- | --------------- | ---------------------------- | --- |
| ZX Microdrive                        | 90 KiB                  | 79,99 GBP       | 4,95/1,99 GBP                | Dodatkowe funkcje: RS232, sieć. |
| Napęd taśmowy Wafadrive              | 16 KiB; 64 KiB; 128 KiB | 129,99 GBP      | 3,45 GBP; 3,65 GBP; 3,95 GBP | W zestawie: 2 napędy, RS232, Centronics, czysta kasetka, edytor tekstu Spectral Writer.                                                                                    |
| Napęd taśmowy Challenge Sprint       |                         | 64,95 GBP       | 0,66–1,60 GBP                | Obsługuje zwykłe kasety magnetofonowe Compact Cassette w formacie ZX Spectrum ale jest 4 razy szybszy od zwykłego magnetofonu. Nie odczytuje programów z własnym loaderem. |
| Stacja dysków Watford SP-DOS + SDS2  | 200 KiB†                | 238,95 GBP      | 1,75–3 GBP‡                  | W pakiecie oprogramowanie: Tassword Two, Masterfile, Omnicalc 2. |
| Stacja dysków Watford SP-DOS + SDS8  | 800 KiB†                | 284,00 GBP      | 1,75–3 GBP‡                  | W pakiecie oprogramowanie: Tassword Two, Masterfile, Omnicalc 2. |
| Stacja dysków Beta system 40 ścieżek | 200 KiB†                | 249,75 GBP      | 1,75–3 GBP‡                  | Dostępny wariant 80 ścieżek. W zestawie dysk 5¼″ z programami narzędziowymi.                                                                                               |

† – pojemność przy zapisie jednostronnym; zapis na dwóch stronach dysku podwajał tę wartość, ale wymagało to ręcznego przełożenia dyskietki w napędzie.

‡ – dysk 5¼″